# Cortyta tamsi
Cortyta tamsi är en fjärilsart som beskrevs av Emilio Berio 1971. Cortyta tamsi ingår i släktet Cortyta och familjen nattflyn. Inga underarter finns listade i Catalogue of Life.